# Kotobagari
 (décembre 2020).
Si vous disposez d'ouvrages ou d'articles de référence ou si vous connaissez des sites web de qualité traitant du thème abordé ici, merci de compléter l'article en donnant les références utiles à sa vérifiabilité et en les liant à la section « Notes et références ».

Au Japon, le kotobagari (言葉狩り, mot à mot la « chasse aux mots ») est la censure des mots considérés comme politiquement incorrects dans la langue japonaise formelle. Il donne souvent des connotations négatives. Des mots tels que gaijin (外人, « étranger », « concurrent »), rai (癩, « lépreux »), mekura (盲, « aveugle »), tsunbo (聾, « sourd »), oshi (唖, « sourd-muet »), kichigai (気違い, « fou »), tosatsujō (屠殺場, « abattoir ») et hakuchi (白痴, « débile ») ne sont pas utilisés par la plupart des maisons d'éditions japonaises ; les éditeurs refusent le plus souvent de publier des textes incluant ces termes.
Les critiques de kotobagari soulignent qu'il ne corrige pas la discrimination, ni sa cause. Par exemple, un concierge d'école était habituellement appelé un kozukai-san (小使いさん, mot à mot « personne de corvée »). Certains estimant que cette expression était discriminante l'ont remplacé par yōmuin (用務員, « personne de tâches »). Mais désormais ce terme de yōmuin est considéré comme dévalorisant et a été remplacé par kōmuin (校務員, « personne des tâches de l'école ») ou encore par kanrisagyōin (管理作業員, « personne d'entretien »), exemple de ce que Steven Pinker appelle un « tapis roulant d'euphémismes ».
Le mot hyakushō (百姓, « fermier ») est remplacé par nōka (農家), et Shina (支那, Chine écrite en kanji) par la version écrite en katakana (シナ) ou par Chūgoku (中国).
Le mot gaijin (外人, « étranger ») est remplacé par gaikokujin (外国人, « celui du pays étranger »).

## Kotobagariet idéologie
Le kotobagari conduit parfois à des confusions.
NHK, la chaîne de télévision japonaise, diffuse un programme d'étude du coréen, appelé « hangul » pour éviter d'être politiquement incorrect. C'est le résultat des demandes des gouvernements de Corée du Nord et du Sud qui ont demandé que le programme soit nommé d'après un des deux pays. La Corée du Nord préférait que l'émission soit baptisée « Le langage choson » (朝鮮語) d'après le nom complet de la République démocratique populaire de Corée (朝鮮民主主義人民共和国). La Corée du Sud penchait pour « la langue kankoku » (韓国語) d'après son nom (大韓民国, République de Corée). Comme compromis, c'est « hangul » (ハングル語) qui a été choisi, mais le terme n'est pas le plus approprié pour décrire la langue coréenne (le terme désignant « la langue de l'alphabet coréen » comme le ヒエログリフ語 désigne « la langue des hiéroglyphes ») alors que c'est le mot kankokugo (韓国語) qui est utilisé dans le langage courant.